# Vüqar Aslanov (Schriftsteller)

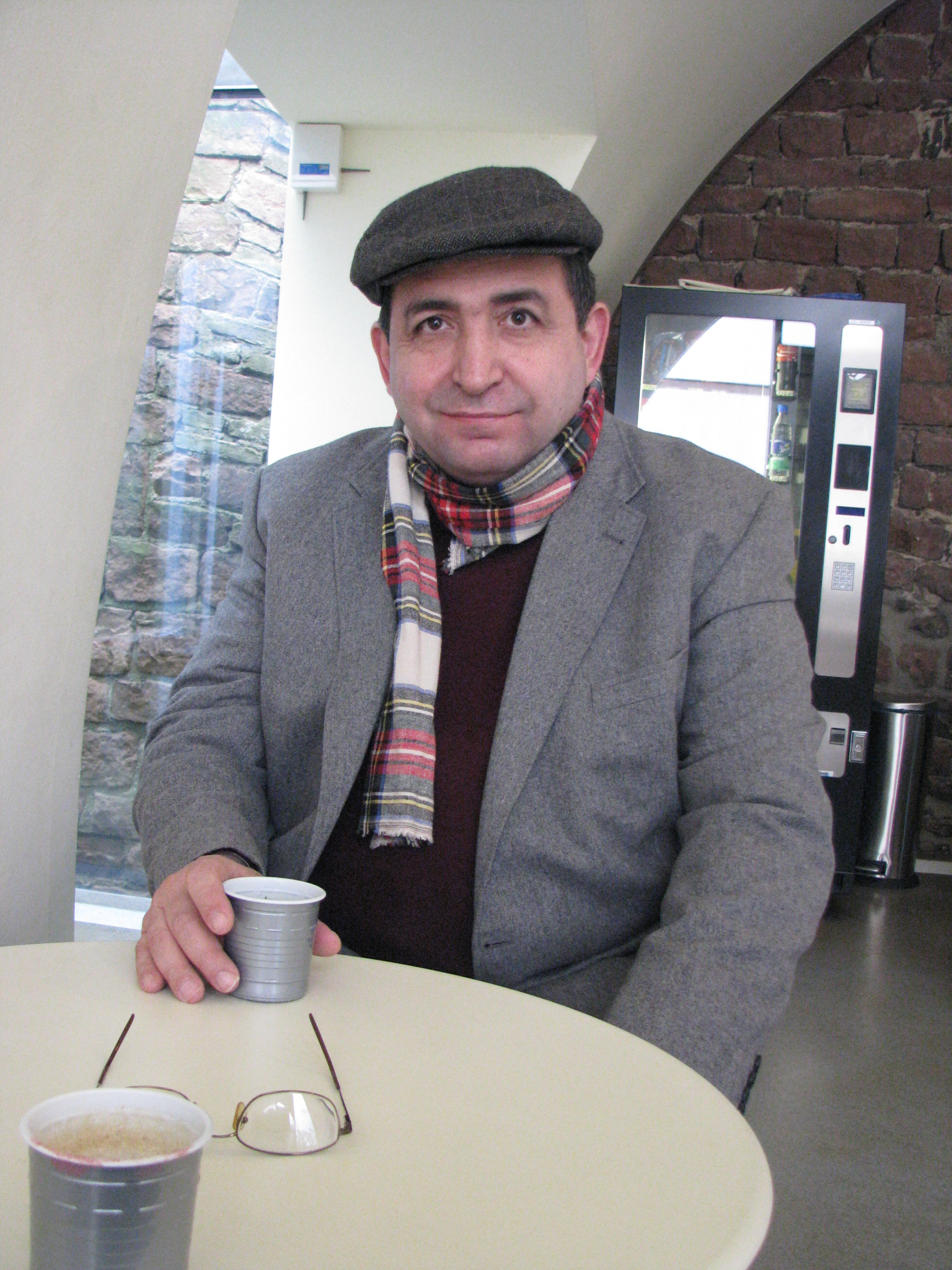
Vougar Aslanov (2015)

Vüqar Aslanov (auch: Vougar Aslanov; * 1964 in Goranboy, Aserbaidschanische Sozialistische Sowjetrepublik) ist ein aserbaidschanisch-deutscher Schriftsteller.

## Leben und Werk
Nach dem Schulabschluss studierte Vüqar Aslanov 1982 bis 1983 und von 1985 bis 1990 Literaturwissenschaften an der Universität Baku. Von 1983 bis 1985 war er Soldat der Sowjetarmee. Ab 1990 war er für mehrere Zeitungen in Baku tätig. 1995 gründete er die Literaturzeitschrift Kompas, 1996 die Informationsagentur Samt. In den 1990er Jahren wurden in Baku mehrere Prosabücher veröffentlicht. Der Roman Division sowie zahlreiche Erzählungen erschienen bei Verlagen und Literaturzeitschriften in Sankt Petersburg und Saratow.
Aslanov lebt seit 1997 in Deutschland. Er studierte zunächst Slawische Philologie, Theater- und Filmwissenschaft an den Universitäten Mainz, Gießen und Frankfurt am Main.
Seit 2000 ist Aslanov als freier deutschsprachiger Schriftsteller und Publizist tätig. Er veröffentlichte unter anderem in Zeitungen wie Frankfurter Neue Presse, Frankfurter Rundschau, Neues Deutschland, taz, Salzburger Nachrichten, Thüringer Allgemeine, Volksstimme, Schweriner Volkszeitung sowie der Zeitschrift für internationale Perspektiven Kulturaustausch.
2007 veröffentlichte der Wostok-Verlag den Erzählband Auf den Baumwollfeldern, 2012 den Roman Die verspätete Kolonne. In weiteren Jahren wurden mehrere Erzählbände und Romane von Vougar Aslanov in deutschen und österreichischen Verlagen erschienen. 
Vüqar Aslanov lebt in Frankfurt am Main.

## Einzeltitel in deutscher Sprache
- Auf den Baumwollfeldern. Erzählungen. Wostok Verlag, Berlin 2007.
- Die verspätete Kolonne. Roman. Wostok Verlag, Berlin 2012.
- Die unglaubliche Geschichte von Malik Mammad und andere aserbaidschanische Märchen. Größenwahn Verlag, Frankfurt am Main 2016 (Größenwahn Verlag wurde 2020 aufgelöst und zu einem geringen Teil von Bedey Medien übernommen).
- Russisches Gesetz. Historischer Roman. Wieser Verlag, Klagenfurt/Celovec 2021.
- Flut und Sterblichkeit. Nach den Motiven der alten Mythen, Sagen und Märchen. Erzählband. Edition Outbird, Gera 2024.

## Anthologien und Literaturzeitschriften (Auswahl)
- Alexander mit dem Hörnchen. Erzählung. Driesch. Zeitschrift für Literatur & Kultur, 7. Ausgabe, Driesch Verlag, Drösing 2011.
- Irrweg durch den Krieg. Erzählung. Driesch, 9. Ausgabe, Driesch Verlag, Drösing 2012. Driesch. Zeitschrift für Literatur & Kultur
- Das vierzigste Zimmer. Erzählung. Driesch, 13. Ausgabe, Driesch Verlag, Drösing 2013. Driesch. Zeitschrift für Literatur & Kultur
- Ein langer Weg. Das Schicksal der afghanischen Familie Ermani. Erzählung. Matrix. Zeitschrift für Literatur und Kunst, 36. Ausgabe, Pop Verlag, Ludwigsburg 2014.
- Der Schlangenkönig. In: Edit Engelmann (Hrsg.): Das Größenwahn Märchenbuch. Band 2. Größenwahn Verlag, Frankfurt 2014.
- Alexander mit dem Hörnchen. In: Edit Engelmann (Hrsg.): Griechische Einladung in die Politik. Größenwahn Verlag, Frankfurt am Main 2015.
- Äsli und Kärem. Eine Liebesgeschichte. In: Edit Engelmann (Hrsg.): Kreta-Anthologie 2017. (Hrsg.): Das Größenwahn Märchenbuch Band 3. Größenwahn Verlag, 2015. ISBN 978-3-95771-075-8
- Es ging nicht anders. Die Geschichte der Familie Uljanow. Historische Erzählung. Matrix. Zeitschrift für Literatur und Kunst, 49. Ausgabe, Pop Verlag, Ludwigsburg 2017.
- Der Schah. Historische Erzählung. Bawülon, Zeitschrift für Literatur und Kunst. 34. Ausgabe, Pop Verlag, Ludwigsburg 2019.

## Förderungen
- Hessische Filmförderung für das Drehbuch Dianas Bediener (Vougar Aslanov hat zur Erweiterung seines schon fertig geschriebenes Drehbuchs Dianas Bediener den Frankfurter Filmwissenschaftler Felix Lenz, der früher dieses Projekt als Dramaturg bedient hatte, als zweiter Autor eingeladen).[7] 2011.
- Mini-Arbeits-Stipendium der Literaturgesellschaft Hessen. 2016.[8]